# Distichophyllum nadeaudii
Distichophyllum nadeaudii är en bladmossart som beskrevs av Bescherelle 1894. Distichophyllum nadeaudii ingår i släktet Distichophyllum och familjen Hookeriaceae. Inga underarter finns listade i Catalogue of Life.